# Madagaskarsperber
Der Madagaskarsperber (Accipiter madagascariensis) ist ein endemisch auf Madagaskar vorkommender Greifvogel aus der Familie  der Habichtartigen (Accipitridae).

## Beschreibung
Madagaskarsperber erreichen eine Körperlänge von 29 bis 42 Zentimetern. Das Gewicht der Weibchen wurde mit 285 bis 348 Gramm gemessen. Die Flügel sind relativ kurz. Die Unterseite ist fein grau und weiß quer gebändert („gesperbert“), die Oberseite der Männchen ist schiefergrau. Die Steuerfedern sind hell- und dunkelgrau quergebändert. Die Vögel zeigen einen deutlichen Geschlechtsdimorphismus. Dieser drückt sich in erster Linie in der Größe aus, da die Weibchen bis zu 39 % größer als die Männchen sind. Auch ist deren Oberseite graubraun gefärbt. Der kurze Hakenschnabel ist bei beiden Geschlechtern schwärzlich, die Iris orangegelb. Die Beine und Füße haben eine gelbgrüne Farbe.

## Ähnliche Arten
Madagaskarsperber ähneln dem Madagaskarhabicht (Astur henstii), der jedoch mit einer Körperlänge zwischen 52 und 62 Zentimetern deutlich größer ist, sowie dem etwa gleich großen Echsenhabicht (Tachyspiza francesiae), der längere Steuerfedern besitzt und dessen Unterseite heller und weniger stark gesperbert ist.

## Verbreitung und Lebensraum
Das Verbreitungsgebiet des Madagaskarsperbers umfasst einen breiten Küstenstreifen um die gesamte Insel Madagaskar. Er fehlt lediglich im zentralen Hochland. Hauptlebensraum sind dichte Wälder bis in Höhen von 1500 Metern.

## Lebensweise
Madagaskarsperber ernähren sich in erster Linie von verschiedenen kleinen Vögeln, die die Größe des Kaptäubchens (Oena capensis) erreichen. Außerdem werden Madagaskardajal (Copsychus albospecularis), Madagaskar-Rotschnabelbülbül (Hypsipetes madagascariensis), Perlwachtel (Margaroperdix madagarensis), Madagaskar-Turteltaube (Nesoenas picturata) oder Madagaskar-Grüntaube (Treron australis) geschlagen. 97 % der Nahrung basiert auf Vogelarten. Zuweilen werden auch Insekten sowie kleine Wirbeltiere erbeutet, beispielsweise Taggeckos (Phelsuma) oder Froschlurche. Die Brutsaison fällt in die Monate Oktober und November. Die Nester werden überwiegend 20 bis 28 Meter über dem Erdboden in hohen Bäumen angelegt und mit 1–4 weißlichen, mit braunen Sprenkeln überzogenen Eiern bestückt, die das Weibchen in 35 Tagen ausbrütet. Ein Nest wurde mit einem Durchmesser von 50 Zentimetern und einer Tiefe von 25 Zentimetern gemessen. Nur selten werden die Nester mehrfach verwendet. Die Jungen verlassen das Nest erstmals nach 36 bis 39 Tagen, kehren aber wiederholt dorthin zurück und werden erst nach 60 bis 67 Tagen selbstständig.

## Gefährdung
Die Populationen des Madagaskarsperbers auf Madagaskar werden auf einen Bestand von 10.000 bis 100.000 Individuen geschätzt. Da die untere Grenze als wahrscheinlicher angesehen wird, klassifiziert die Weltnaturschutzorganisation IUCN die Art als  „near threatened = potentiell gefährdet“.